# Vórtice ciclônico de altos níveis
O vórtice ciclônico de altos níveis (VCAN) é uma área onde os ventos nos níveis mais altos da atmosfera giram no sentido horário, fazendo com que o ar seco desses níveis mais altos desçam para a superfície. Dessa forma, o VCAN funciona como uma massa de ar seco para as áreas que estão mais próximas ao seu centro. Já nas bordas deste sistema, ocorre formação de nuvens, geralmente cumulonimbus. 

## América do Sul
É comum o vórtice ciclônico de altos níveis (VCAN) influenciar o tempo sobre o Nordeste Brasileiro. No inverno, ele fica mais afastado do nordeste, no oceano Atlântico, enquanto que no verão ele se move em direção ao continente.
A persistência desse sistema, a Alta da Bolívia junto com as frentes frias no litoral do sudeste geram a ZCAS (zona de convergência do Atlântico Sul). Este dois sistemas, são responsáveis pela formação e manutenção de áreas de instabilidade sobre o Brasil, que provocam muita chuva. Principalmente para a região sudeste.